# Sở Hùng Sương
Sở Hùng Sương (chữ Hán: 楚熊霜, trị vì 827 TCN-822 TCN), tên thật là Hùng Sương (熊霜) hay Mi Sương (羋霜), là vị vua thứ 14 của nước Sở - chư hầu nhà Chu trong lịch sử Trung Quốc.
Ông là con trai cả của Sở Hùng Nghiêm, vua thứ 13 của nước Sở. Ông còn có tên gọi là Hùng Tương (熊相) hay Bá Sương (伯霜) theo cách đặt tên con trai theo thứ tự thời cổ (Con trai trưởng là Bá, kế tiếp là Trọng, Thúc, Quý). Năm 828 TCN, Hùng Nghiêm mất, Hùng Sương lên ngôi vua.
Tuy nhiên Hùng Sương chỉ làm vua 6 năm. Năm 822 TCN, ông qua đời, nước Sở lâm vào cuộc tranh chấp quyền lực giữa ba người em của ông. Cuối cùng Trọng Tuyết bị giết, Thúc Kham phải chạy lưu vong sang đất Bộc, Quý Tuân giành được ngôi báu, tức là Hùng Tuân.